# Изгубљени дневници Адријана Мола 1999–2001
Изгубљени дневници Адријана Мола 1999–2001 (енгл. The Lost Diaries of Adrian Mole, 1999–2001) је роман из 2001. године, савремене енглеске књижевнице Сју Таунсенд (енгл. Sue Townsend). Српско издање књиге је објавила издавачка кућа "Лагуна" 2010. у преводу Зорана Илића.

## О писцу
Сузан Лилијан „Сју“ Таунсенд (2. април 1946 - 10. април 2014) је била британски романописац. Најпознатија је по романима о Адријану Молу. Писала је и позоришне комаде. Дуги низ година боловала је од дијабетеса, због чега је 2001. године остала слепа, и ту тему је уткала у свој рад.
Сју Таунсенд је примила велики број награда и признања, а 1993. године постала је члан Краљевског друштва за књижевност.

## О књизи
Књига Изгубљени дневници Адријана Мола 1999–2001 седма је у низу од осам књига дневничких бележака тинејџера Адријана Мола.

### Настанак серијала о Адријану Молу
У уметничком часопису "Магазин" су се појавиле прве ауторкине две приче о дечаку који се тада звао Најџел Мол. Убрзо је настала и радио драма „Дневник Најџела Мола, старости 13 година и 1/4“, која је емитована јануара 1982. године. Изиздавачке куће "Methuen" су чули ово емитовање и тражили од ње да напише прву књигу „Тајни дневник Адријана Мола, старости 13 година и 1/4“. Инсистирали су на промени имена и књига је објављена исте те године у септембру.

## Радња
У књизи Изгубљени дневници Адријана Мола 1999–2001 Адријан Мол је ушао у рану средњу животну доб. Напунио је 33 године – „исто онолико колико је имао Исус када су га убили“. Живи сам са своја два сина и све већом сумњом да му живот пролази. Приморан је да се пресели са својом породицом на једно озлоглашено имање, и поново води битку са превртљивом судбином.
За то време Пандора остварује своју амбицију да постане прва лабуристичка премијерка, његов га успешан полубрат Брет искориштава. Адрианов књижевни успех још је неостварен те је присиљен излазити на крај са проблемима тражећи смисао живота, и није му на крај памети да ће његов живот ускоро привући пажњу задужених за остваривање Рата против тероризма.

## Главни ликови
- Адријан Мол
- Пандора
- тата Џорџ
- мама Паулина
- Вилијам, млађи син
- старији Адријанов син, Глен Бот
- полубрат Брет
- Иван
- Тања
- Памела Пиг